# NGC 3095
NGC 3095 (другие обозначения — ESO 435-26, MCG -5-24-16, UGCA 192, AM 0957-311, IRAS09578-3118, PGC 28919) — спиральная галактика с перемычкой (SBc) в созвездии Насоса. Открыта Джоном Гершелем в 1836 году.
Этот объект входит в число перечисленных в оригинальной редакции «Нового общего каталога».
В галактике были дважды зафиксированы вспышки сверхновых. В 2004 году была обнаружена вспышка сверхновой типа II, получившей обозначение  SN 2004ej, её пиковая видимая звездная величина составила 16,1m. В 2008 году наблюдалась вспышка сверхновой типа IIP, обозначенной SN 2008bp; её пиковая видимая звездная величина достигла 17,7m.
Галактика NGC 3095 входит в состав группы галактик NGC 3095. Помимо NGC 3095 в группу также входят NGC 3108 и IC 2539.